# Franck Borotra
Franck Borotra (ur. 30 sierpnia 1937 w Nantes) – francuski polityk, inżynier i samorządowiec, poseł do Zgromadzenia Narodowego, w latach 1995–1997 minister.

## Życiorys
Z wykształcenia inżynier, absolwent Institut Français du Pétrole. Pracował na menedżerskich stanowiskach w przedsiębiorstwach branży paliwowej.
Zaangażował się w działalność polityczną w ramach gaullistowskiego Zgromadzenia na rzecz Republiki. Wchodził w skład władz krajowych tej partii, a także przewodniczył jej w departamencie Yvelines. Od 1983 do 1995 pełnił funkcję zastępcy mera Wersalu. W latach 1988–2005 radny Yvelines, od 1994 przewodniczył radzie generalnej tego departamentu.
W 1986 po raz pierwszy wybrany do Zgromadzenia Narodowego. Z powodzeniem ubiegał się o reelekcję w wyborach w 1998, 1993 i 1997, zasiadając w niższej izbie francuskiego parlamentu do 2002. Od listopada 1995 do czerwca 1997 sprawował urząd ministra przemysłu, poczty i telekomunikacji w rządzie, którym kierował Alain Juppé.
Krewny tenisisty Jeana Borotry. Ojciec aktorki Claire Borotry i brat bliźniak polityka Didiera Borotry.